# 平坦性
系统科学中的平坦性（Flatness）是一種系統的特性，將线性时不变系统理论中的可控制性擴展到非線性动力系统。具有平坦性的系統稱為平坦系統。平坦系統具有（虛擬的）平坦輸出，可以用平坦輸出以及其有限微分的組合來顯式表示所有的狀態以及輸入。

## 定義
非線性系統
{\displaystyle {\dot {\mathbf {x} }}(t)=\mathbf {f} (\mathbf {x} (t),\mathbf {u} (t)),\quad \mathbf {x} (0)=\mathbf {x} _{0},\quad \mathbf {u} (t)\in R^{m},\quad \mathbf {x} (t)\in R^{n},{\text{Rank}}{\frac {\partial \mathbf {f} (\mathbf {x} ,\mathbf {u} )}{\partial \mathbf {u} }}=m}
具有平坦性，假設存在輸出
{\displaystyle \mathbf {y} (t)=(y_{1}(t),...,y_{m}(t))}
滿足以下條件：
- 信號{\displaystyle y_{i},i=1,...,m}可以表示為狀態{\displaystyle x_{i},i=1,...,n}及輸入{\displaystyle u_{i},i=1,...,m}、以及輸入對時間的有限次微分{\displaystyle u_{i}^{(k)},k=1,...,\alpha _{i}}的函數：{\displaystyle \mathbf {y} =\Phi (\mathbf {x} ,\mathbf {u} ,{\dot {\mathbf {u} }},...,\mathbf {u} ^{(\alpha )})}。
- 狀態{\displaystyle x_{i},i=1,...,n}及輸入{\displaystyle u_{i},i=1,...,m}可以表示為輸出{\displaystyle y_{i},i=1,...,m}以及其對時間的有限次微分{\displaystyle y_{i}^{(k)},i=1,...,m}的函數。
- {\displaystyle \mathbf {y} }的元素是微分獨立的，也就是說，不會使以下的微分方程成立{\displaystyle \phi (\mathbf {y} ,{\dot {\mathbf {y} }},\mathbf {y} ^{(\gamma )})=\mathbf {0} }。

若上述條件至少有在局部成立，則（可能是虛擬的）輸出則稱為平坦輸出，系統即為平坦系統。

## 和可控制性的關係
线性时不变系统
{\displaystyle {\dot {\mathbf {x} }}(t)=\mathbf {A} \mathbf {x} (t)+\mathbf {B} \mathbf {u} (t),\quad \mathbf {x} (0)=\mathbf {x} _{0}}
若{\displaystyle \mathbf {x} ,\mathbf {u} }的信號維度相同，對應非線性系統平坦性的充分必要條件是系統有可控制性。因此线性时不变系统中這二種性質是等效的，可以互換。

## 重要性
平坦性的特性可以用在分析非線性動態系統，以及合成其控制器上。在解決軌跡規劃問題和漸近設定點追隨控制時特別好用。